# Allegro non troppo
Allegro Non Troppo (em português Música e Fantasia) é um desenho animado italiano de 1976, dirigido por Bruno Bozzetto. O filme contém seis peças de música clássica e é semelhante, em parte, de desenho  Fantasia, dos estúdios  Walt Disney. Pode-se garantir que pelo menos dois dos episódios de Música e Fantasia derivaram do filme anterior. 
As peças clássicas são apresentadas através de animações coloridas, em estilos que vão da comédia até a tragédia mais profunda. No início do filme, entre as animações, há sequências filmadas em preto e branco, que mostram atores fantasiando como seria o ambiente de produção dos desenhos, com o animador, a orquestra, o regente e o produtor, em cenas humorísticas ou farsescas.  Algumas dessas sequências misturam atores e animações.